# Отомо Јошимуне
Отомо Јошимуне (1558-1605) био је јапански великаш и војсковођа у периоду Сенгоку.

## Биографија
Син Отомо Сорина, Јошимуне је успео да свлада Рјузоџи Масаје-а, али су његови поседи умањени након што је Тојотоми Хидејоши освојио Кјушу 1587, иако је Хидејоши званично дошао у помоћ клану Отомо. Учествовао је у јапанској инвазији Кореје 1592. године. Када је Кониши Јукинага био опседнут у Пјонгјангу од надмоћних кинеских снага, Отомо Јошимуне одбио је да му дође у помоћ и уместо тога се повукао. Због тога је протеран. Године 1600. стао је на страну Ишида Мицунарија и кажњен је прогонством.